# جوانا فاسكونسيلوس
جوانا فاسكونسيلوس (بالبرتغالية: Joana Vasconcelos‏) (و. 1971  م) هي فنانة تشكيلية برتغالية، ولدت في باريس.

## معرض صور

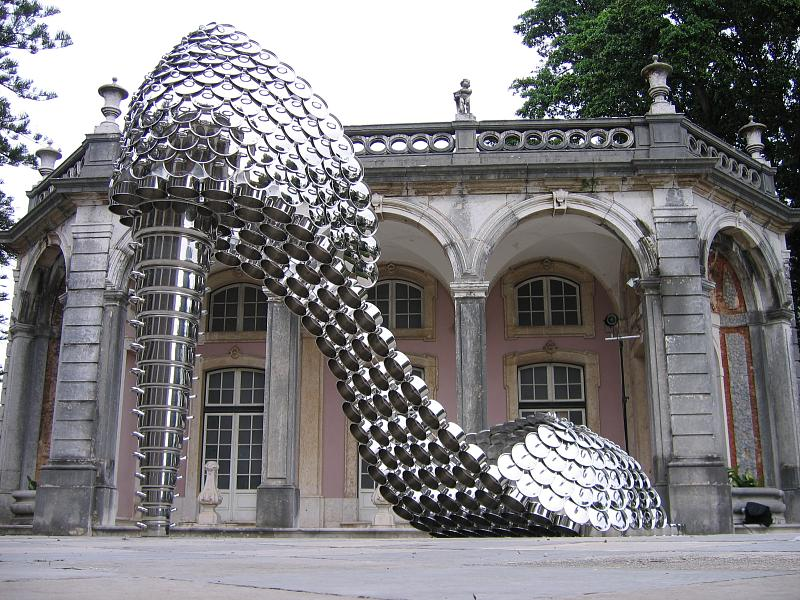
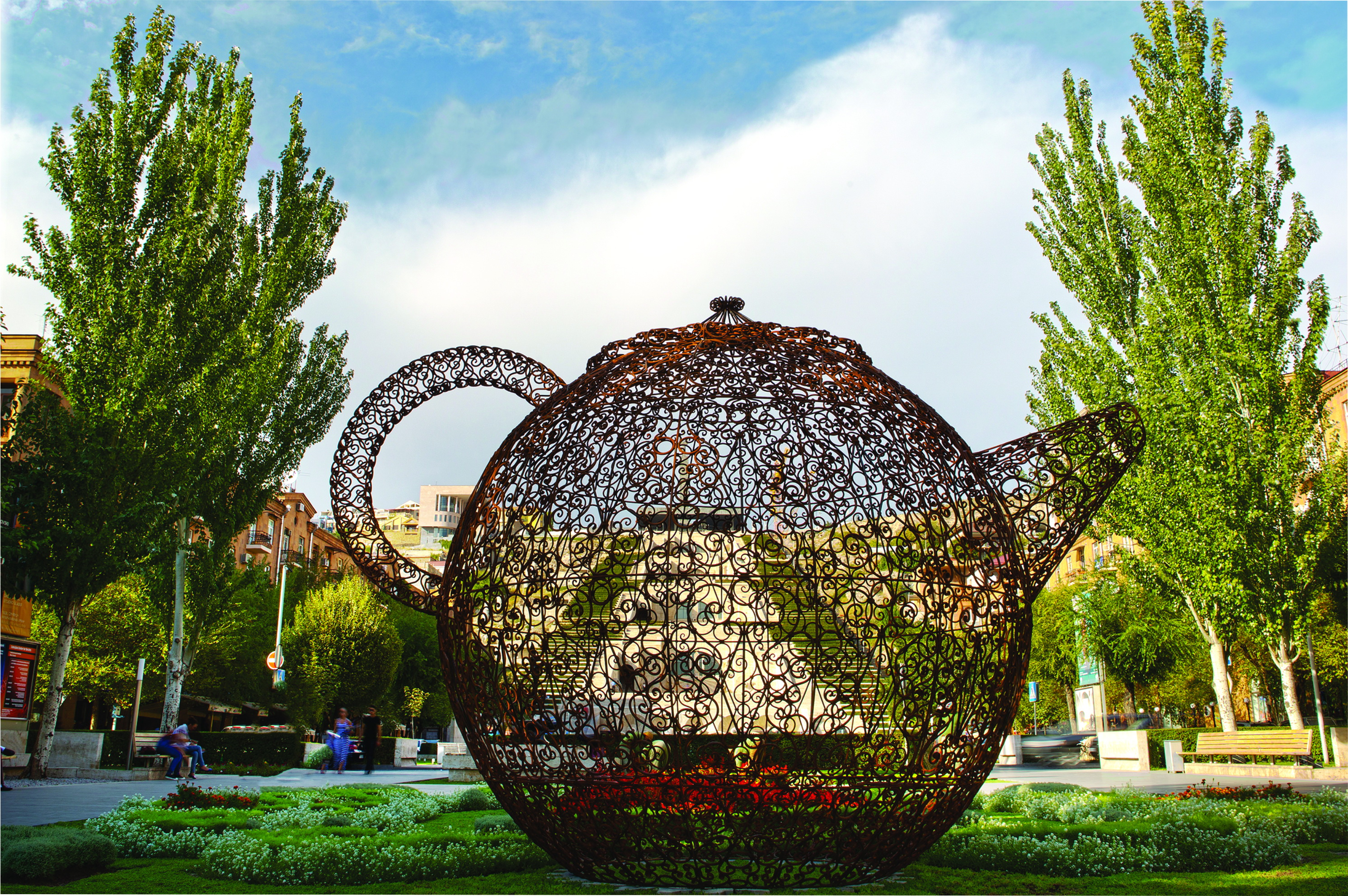
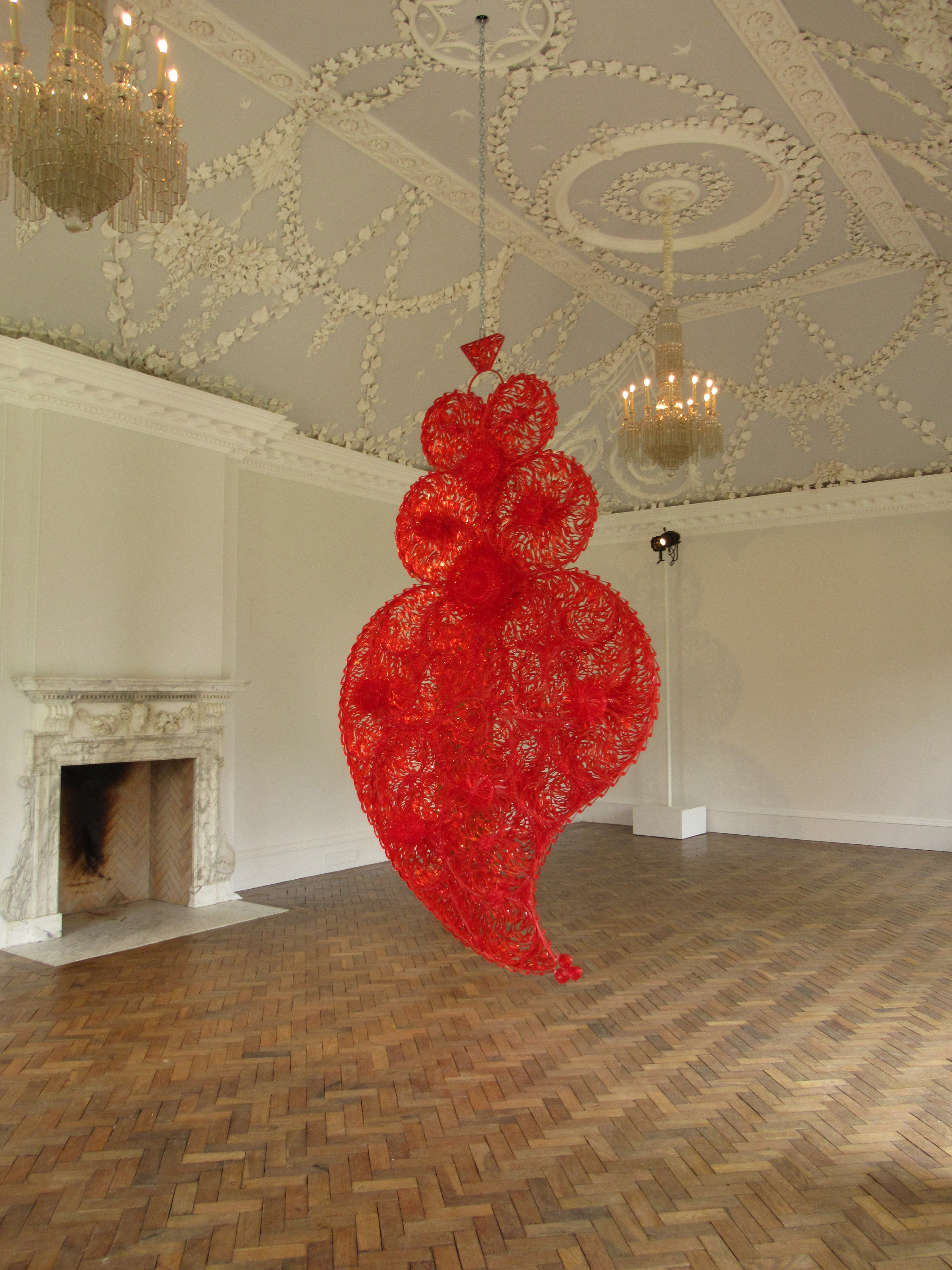
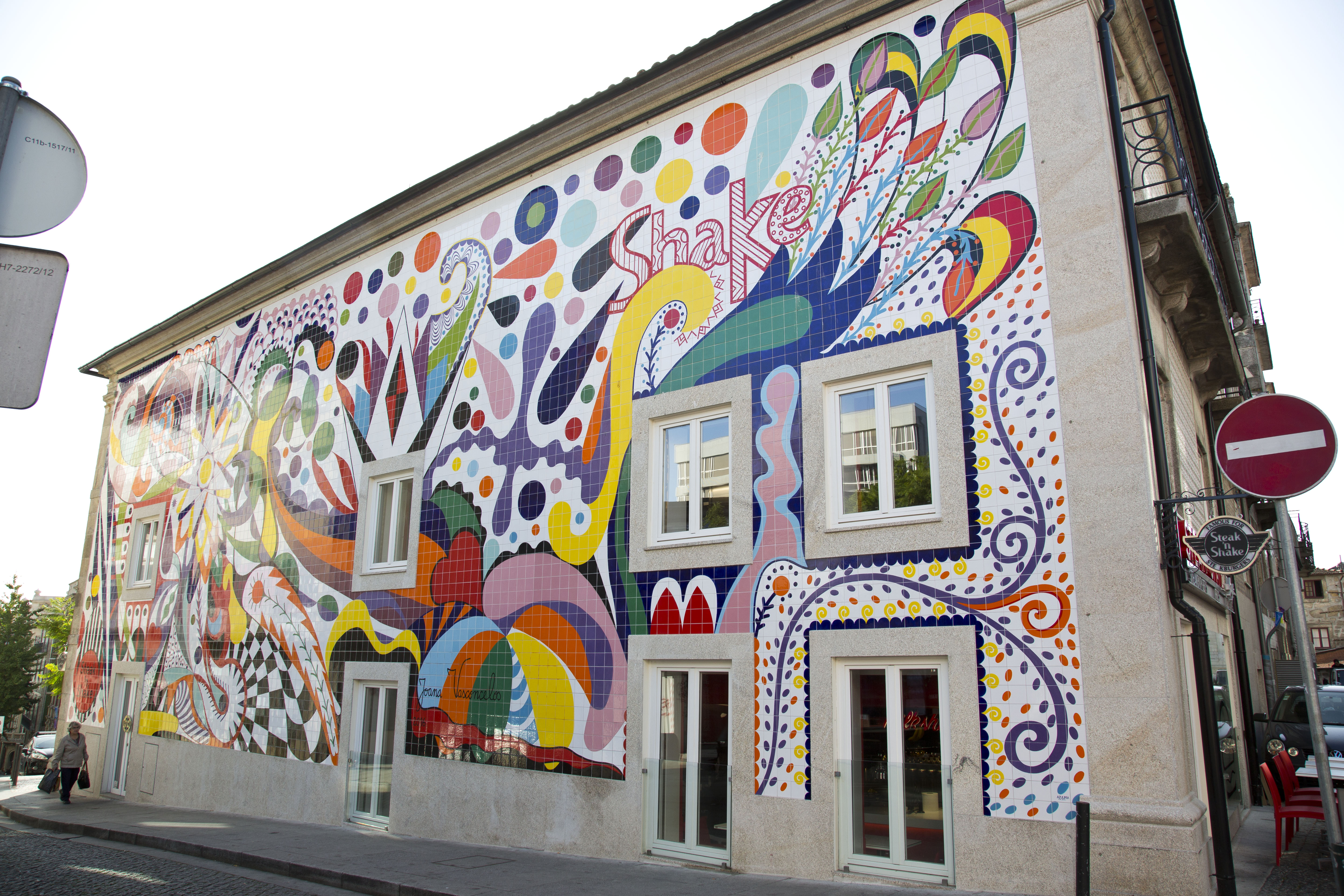